# Hasse Hallström
Hasse Hallström, Hans Algot Hallström, född 30 juli 1954 i Enskede, är en svensk kristen sångare. 
Han hade sitt genombrott som sångsolist i IBRA-kören på 1970-talet. Han turnerade som flitigast under 1980- och 1990-talen och har medverkat i tv, bland annat i den populära Minns du sången som sändes åren omkring millennieskiftet. 
Hallström arbetar i dag (2012) med administrativa uppgifter på Läkarmissionens kontor i Vällingby där han har ansvar för gåvor och testamenten samt är personalansvarig.
Han är farbror till låtskrivaren Peter Hallström som han även uppträtt tillsammans med.

## Diskografi i urval
- 1977 – En ny och härlig sång (Prim)
- 1986 – In Duo, tillsammans med Inger Heinerborg
- 1991 – Hela hjärtat, tillsammans med Richard Niklasson och Anne-Jorid Ahgnell (Prim)
- 1994 – Det doftar evighet, tillsammans med Richard Niklasson och Anne-Jorid Ahgnell (Prim)
- 1996 – Ett stilla sommarregn